# Abšeron (polotok)
Polotok Abšeron (azerbajdžansko Abşeron yarımadası) je polotok v Azerbajdžanu. Je ena najbolj prepoznavnih geografskih značilnosti Azerbajdžana, saj ozemlje države pogosto primerjajo z obliko orla, katerega kljun tvori Abšeronski polotok, ki sega v Kaspijsko jezero. To je lokacija Bakuja, največjega in najbolj naseljenega mesta v državi, ter metropolitanskega območja Bakuja s satelitskima mestoma Sumkajit in Hirdalan. Razteza se 60 km proti vzhodu v Kaspijsko jezero in doseže največjo širino 30 km.
Čeprav je tehnično najbolj vzhodni podaljšek Kavkaškega gorovja, je pokrajina le rahlo hribovita, rahlo valovita planota, ki se konča z dolgim pljuskom peščenih sipin, znanih kot Šah Dili, znan tudi kot Šah kosa, ki je skrajna vzhodna točka celinskega Azerbajdžana, zdaj razglašen za narodni park Abšeron. V tem delu je polotok razčlenjen s soteskami in značilnimi pogostimi slanimi jezeri. Polotok ima tudi štiri okrožja, od katerih sta dve mestni (Baku in Sumkajit), dve pa veljata za predmestni (Abšeron Rajon in Hazar Rajon).

## Etimologija
Ime Abšeron izhaja iz perzijščine āb šuran (slane vode). Po tem je dobilo tudi ime mesto Apšeronsk v Rusiji.
Po Conradu Malte-Brunu iz leta 1810 je bilo alternativno ime za polotok Okoressa.

## Zgodovina
V poznem 19. stoletju je izkoriščanje naftnih virov na polotoku povzročilo obsežne migracije iranskih delavcev na Kavkaz in v Srednjo Azijo.

## Geografija
Polotok Abšeron leži v vzhodnem Azerbajdžanu, ob zahodni obali Kaspijskega jezera s plastmi usedlin iz obdobja krede, paleogena, neogena, pliocena in kvartarja. Litološko sestavo do neogenskih plasti sestavljajo gline, peščene gline, peski in apnenci. Srednjepliocenski sedimenti so peščene gline. Te so debele na območjih z visoko mineralizirano podtalnico. Sveža podzemna voda ne more prodreti skozi debele gline, da bi dosegla spodaj ležeče sekvence, saj imajo zgornje plasti usedlin nižjo slanost. V zahodnem delu polotoka so izdanki nizko prepustnih glin iz krede, palaogena, neogena in spodnjega pliocena. Te gline so globlje v vzhodnih predelih in prekrite s kvartarnimi sedimenti. Čeprav je polotok tektonsko jugovzhodni del Visokega Kavkaza, so njegove kvartarne usedline izolirane.

### Podnebje
Polotok Abšeron ima zmerno polsuho podnebje (Köppnova podnebna klasifikacija: BSk) s toplimi in suhimi poletji, hladnimi in občasno mokrimi zimami ter močnimi vetrovi vse leto. Polotok je najbolj suh del Azerbajdžana (padavine tukaj znašajo okoli ali manj kot 200 mm na leto). Večina majhnih letnih padavin se pojavi v letnih časih, ki niso poleti, vendar nobena od teh sezon ni posebej mokra. Naravna vegetacija polotoka Abšeron je suha stepa in polpuščava. Zaradi polsušnega podnebja lokalno kmetijstvo zahteva namakanje.

## Okoljska vprašanja
Petrokemična in rafinerijska industrija na polotoku sta vplivali na okolje na obalo Kaspijskega jezera in samo jezero. Lokalni znanstveniki menijo, da je polotok (vključno z Bakujem in Sumkajitom ter Kaspijskim jezerom) ekološko najbolj opustošeno območje na svetu.

## Gospodarstvo
Od leta 1870 je bil polotok Abšeron mesto najzgodnejše proizvodnje nafte na svetu. Velik del pokrajine je še vedno prepreden z rjavečimi naftnimi dvigali. Kljub resnim težavam z okoljsko škodo in onesnaževanjem je Abšeron znan po cvetju, vrtnarstvu, murvah in figah. Severna obala ima široke, a manj neokrnjene plaže, ki so priljubljene lokalne turistične atrakcije.
Na polotoku Abšeron so se naselili bogataši, med njimi Robert Nobel in Zejnalabdin Taghijev.

### Naravni viri
Na polotoku so naravni viri, kot so nafta, apno, pesek in sol. Polotok ima znana jezera, kot so jezero Masazir, Hojahasan in Bojuk Šor. Na polotoku Abšeron je več starodavnih naftnih vrtin na svetu. Azerbajdžan je na prvem mestu po raznolikosti blatnih vulkanov v Abšeronu. 400 od 800 blatnih vulkanov v Aziji (1100 na svetu) je v južnem Kaspijskem naftno-plinskem bazenu, pa tudi v sušnih območjih Azerbajdžana in drugih otokih v vodnem območju Kaspijskega jezera.

## Glavne ceste
Glavne avtoceste v državi so v Bakuju in na polotoku Abšeron. To so avtoceste mednarodnega letališča Hejdar Alijev, morsko pristanišče, železniška postaja Baku in druge, ki povezujejo glavno mesto z drugimi regijami države. Tukaj potekajo glavni naftovodi in plinovodi. Baku TRACECA (Transportni koridor Evropa–Kavkaz–Azija) je glavna točka mednarodnega prometnega koridorja. V okviru tega projekta Azerbajdžan sodeluje pri ponovni vzpostavitvi zgodovinske svilene poti.